# Адербиевка
Адербиевка — село в Краснодарском крае. Входит в состав Дивноморского сельского округа муниципального образования город-курорт Геленджик. Названо по реке Адербиевка.

## География
Село расположено в долине одноимённой горной реки Адербиевка (Адербий). Находится в 3 км к северу от города Геленджик (по дороге 10 км), от которого село отделено Маркотхским хребтом.

## История
В 1864 году была основана станица Адербиевская, в которой было поселено 31 семейство казаков из состава Шапсугского берегового батальона. Указом от 10 марта 1866 года станица вошла в состав Черноморского округа. С этого времени в нём разрешалось селиться представителям всех сословий, а также иностранно-подданным христианского вероисповедания. В 1870 году станица была отнесена к Новороссийскому попечительству и перечислена в гражданское ведомство, в результате чего была преобразована в деревню Адербиевка.
В 1892 году в деревне проживало 154 семьи, с общим числом жителей в 863 человека. В начале XX века в селе Адербиевке начинается производство отечественной черепицы и действовал завод по его выпуску, который просуществовал до 1929 года. В 1904 году в Адербиевке проживало по семейным спискам 1015 душ (490 мужского и 525 женского пола). Также здесь функционировали две школы: одноклассная министерская мужская и женская церковно-приходская, в которых обучалось 53 человека.
В 1917 года Адербиевка со статусом села, входило в состав Новороссийского округ Черноморской губернии. В 1923 годуа село Адербиевка было передано в состав Геленджикского района Черноморского округа. В 1934—1937 годах село Адербиевка находилось в составе Фальшиво-Геленджикского сельского Совета Геленджикского района Азово-Черноморского края (позже Краснодарский край). 1 января 1968 года село находилось в составе Большого Геленджика и в обслуживание Геленджикского городского Совета. Затем передан в состав Дивноморского сельского Совета Геленджикского горсовета Краснодарского края.
С 10 марта 2004 года село Адербиевка находится в составе Дивноморского сельского округа муниципального образования город-курорт Геленджик Краснодарского края.

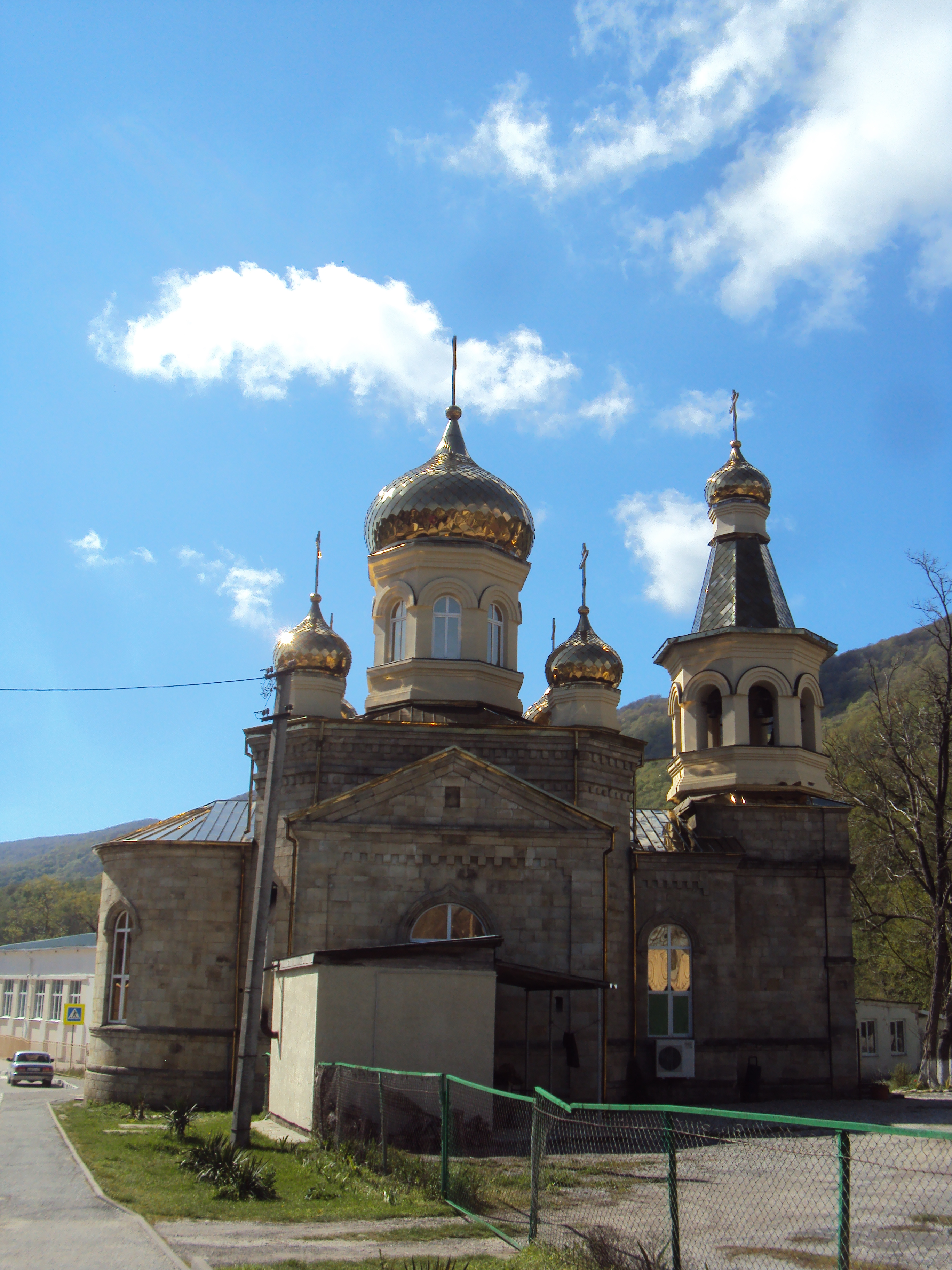
Церковь Николая Чудотворца

## Население
| 2002 | 2010  |
| ---- | ----- |
| 1316 | ↗1374 |

## Инфраструктура
Православный храм Новороссийской епархии Геленджикского благочиния Церковь Николая Чудотворца, построена в 1906 году.